# Jarl Hemmer
Jarl Robert Hemmer (18 de septiembre de 1893 - 6 de diciembre de 1944) era un autor finlandés sueco parlante de Vaasa, Finlandia donde nació en el seno de una familia rica. Su primera colección de poemas se llamó Rösterna y fue publicado en 1914. Su reconocimiento como autor llegó en 1922 con su colección de poesía Rågens rike. Consiguió el Gran Premio de Novela Nórdica (Stora Nordiska Romanpriset) por En man och hans samvete, un libro sobre la guerra civil finlandesa, publicado en 1931. Personalmente atormentado, experimentó varias crisis religiosas, sufrió de alcoholismo y finalmente se suicidó.[cita requerida]
Tras el asesinato de Kaj Munk el 4 de enero de 1944 el periódico danés De frie Danske expresó sus condolencias a otros escandinavos influyentes, incluyendo a Hemmer.